# Симсбери Сентер (Конектикат)
Симсбери Сентер (енгл. Simsbury Center) насељено је место без административног статуса у америчкој савезној држави Конектикат.

## Демографија
По попису из 2010. године број становника је 5.836, што је 233 (4,2%) становника више него 2000. године.
| Група             | 2000.         | 2010.         |
| Белци             | 5.318 (94,9%) | 5.244 (89,9%) |
| Афроамериканци    | 31 (0,6%)     | 86 (1,5%)     |
| Азијати           | 122 (2,2%)    | 244 (4,2%)    |
| Хиспаноамериканци | 87 (1,6%)     | 190 (3,3%)    |
| Укупно            | 5.603         | 5.836         |